# Le Mesge
Le Mesge és un municipi francès situat al departament del Somme i a la regió dels Alts de França. L'any 2007 tenia 172 habitants.

## Demografia

### Població

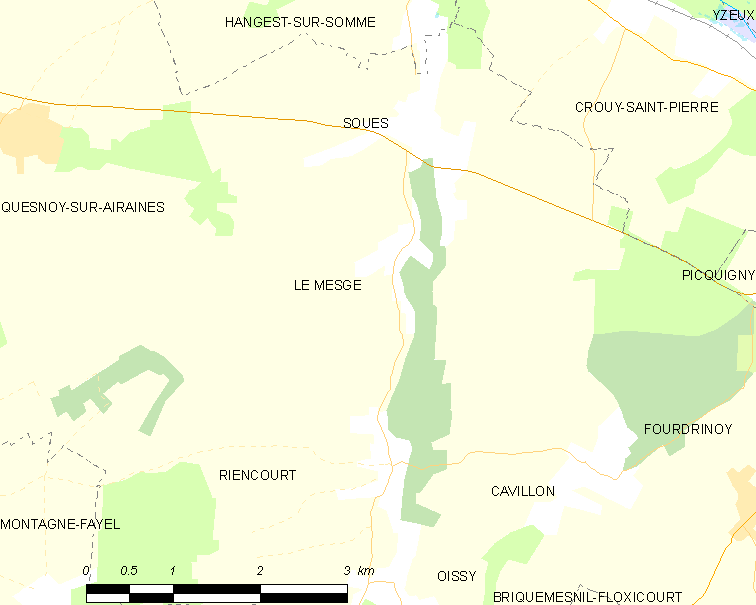

El 2007 la població de fet de Le Mesge era de 172 persones. Hi havia 64 famílies de les quals 12 eren unipersonals (4 homes vivint sols i 8 dones vivint soles), 16 parelles sense fills, 28 parelles amb fills i 8 famílies monoparentals amb fills.
La població ha evolucionat segons el següent gràfic:
Habitants censats

### Habitatges

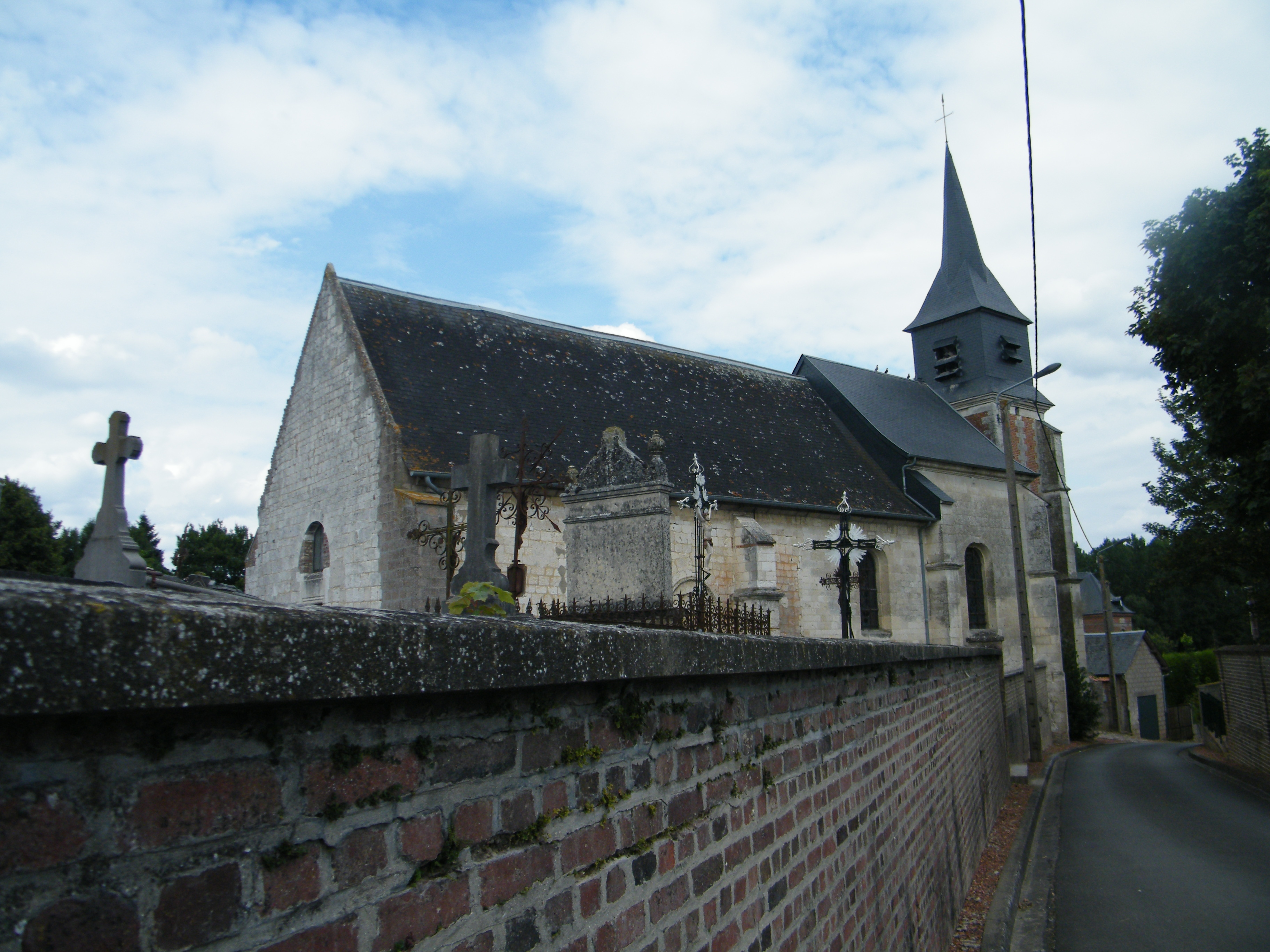

El 2007 hi havia 71 habitatges, 63 eren l'habitatge principal de la família, 5 eren segones residències i 3 estaven desocupats. Tots els 69 habitatges eren cases. Dels 63 habitatges principals, 57 estaven ocupats pels seus propietaris, 3 estaven llogats i ocupats pels llogaters i 3 estaven cedits a títol gratuït; 8 tenien tres cambres, 17 en tenien quatre i 38 en tenien cinc o més. 35 habitatges disposaven pel capbaix d'una plaça de pàrquing. A 20 habitatges hi havia un automòbil i a 37 n'hi havia dos o més.

### Piràmide de població

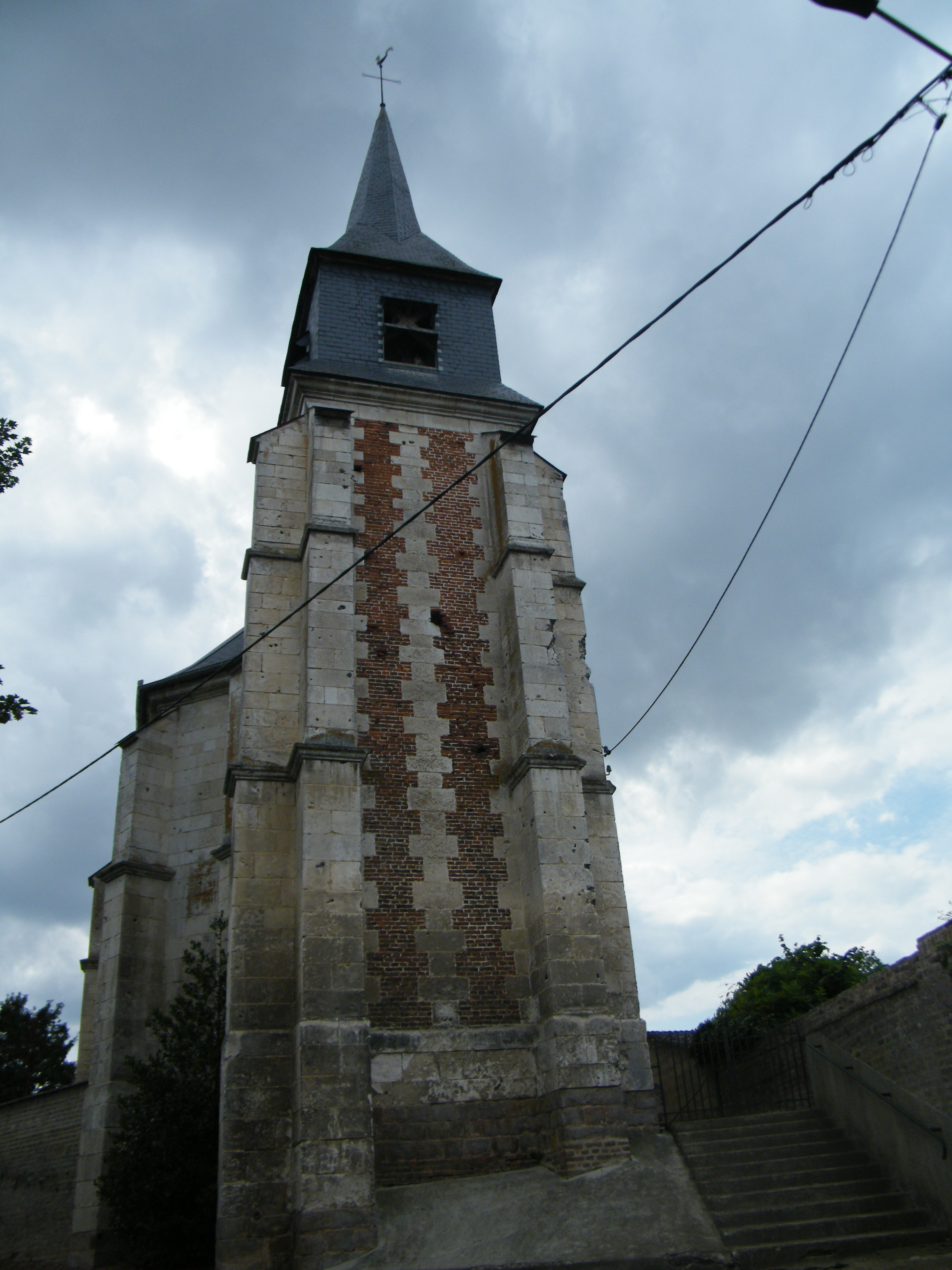

La piràmide de població per edats i sexe el 2009 era:
| Homes | Edats   | Dones |
| ----- | ------- | ----- |
| 0     | 95 o +  | 0     |
| 0     | 90 a 94 | 0     |
| 0     | 85 a 89 | 0     |
| 0     | 80 a 84 | 0     |
| 0     | 75 a 79 | 0     |
| 0     | 70 a 74 | 8     |
| 4     | 65 a 69 | 4     |
| 4     | 60 a 64 | 4     |
| 0     | 55 a 59 | 0     |
| 0     | 50 a 54 | 0     |
| 12    | 45 a 49 | 4     |
| 12    | 40 a 44 | 8     |
| 12    | 35 a 39 | 8     |
| 4     | 30 a 34 | 8     |
| 4     | 25 a 29 | 4     |
| 8     | 20 a 24 | 8     |
| 4     | 15 a 19 | 0     |
| 8     | 10 a 14 | 8     |
| 4     | 5 a 9   | 12    |
| 0     | 0 a 4   | 4     |

## Economia
El 2007 la població en edat de treballar era de 111 persones, 86 eren actives i 25 eren inactives. De les 86 persones actives 79 estaven ocupades (48 homes i 31 dones) i 7 estaven aturades (5 homes i 2 dones). De les 25 persones inactives 7 estaven jubilades, 6 estaven estudiant i 12 estaven classificades com a «altres inactius».

### Ingressos
El 2009 a Le Mesge hi havia 68 unitats fiscals que integraven 177 persones, la mediana anual d'ingressos fiscals per persona era de 19.171 €.

### Activitats econòmiques
Dels 2 establiments que hi havia el 2007, 1 era d'una empresa extractiva i 1 d'una empresa d'hostatgeria i restauració.
L'any 2000 a Le Mesge hi havia 5 explotacions agrícoles que ocupaven un total de 615 hectàrees.

## Poblacions més properes
El següent diagrama mostra les poblacions més properes.